# Nasta'liq

Un brano in versi di Hafez in nastaʿlīq.

Nastaʿlīq (in persiano نستعلیق‎, nastaʿlīq) è uno dei più importanti e diffusi stili calligrafici usati per scrivere il persiano. Fu sviluppato in Iran nell'VIII e IX secolo. Viene occasionalmente usato anche per tracciare la lingua araba nella sua variante originaria, nota come taʿliq, per i titoli e le testatine di un libro o di una pubblicazione a stampa, ma il suo uso è predominante nel persiano, nel turco ottomano, nell'urdu e in altri ambiti linguistici d'influenza perso-indiana. Il nastaʿlīq è assai diffuso in Iran, Pakistan e Afghanistan per la poesia scritta e come forma d'espressione artistica (arabesco).